# Kunsziget
Kunsziget – wieś i gmina w północno-zachodniej części Węgier, w pobliżu miasta Győr.
Miejscowość leży na obszarze Małej Niziny Węgierskiej, w pobliżu granicy słowackiej. Administracyjnie należy do powiatu Győr, wchodzącego w skład komitatu Győr-Moson-Sopron.
Gmina Kunsziget liczy 1240 mieszkańców (2009) i zajmuje obszar 17,88 km².